# لوكا باوليني
لوكا باوليني (بالإيطالية: Luca Paolini)‏ مواليد 17 يناير 1977 في ميلانو، هو دراج إيطالي في صنف سباق الدراجات على الطريق. شارك في دورة الألعاب الأولمبية الصيفية.

## سجل النتائج

### سباقات أو مراحل فاز بها
- طواف إسبانيا
- طواف إيطاليا

## روابط خارجية
- لوكا باوليني على موقع الاتحاد الدولي للدراجات (الإنجليزية)
- لوكا باوليني على موقع أرشيف الدراجات (الإنجليزية)
- لوكا باوليني على موقع إحصائيات الدراجات الإحترافية (الإنجليزية)
- لوكا باوليني على موقع نسبة الدراجات (الإنجليزية)
- لوكا باوليني على موقع CycleBase (الإنجليزية)
- لوكا باوليني على موقع أوليمبيديا (الإنجليزية)